# WSE Trophy
La WSE Trophy est une compétition de rink hockey créée en 2024 et organisée par la World Skate Europe, le Comité Européen de Rink-Hockey. Il s'agit de la troisième plus importante compétition européenne des clubs. Elle a lieu tous les ans depuis la saison 2024/2025.

## Format
Dans sa première édition, la compétition prévoit la participation d'entre 16 à 22 équipes. Quatre équipes sont qualifiées lors des phases de qualification de la WSE Champions League. Douze équipes selon une communication officielle lors de la saison. Et éventuellement jusqu'à un maximum de six autres équipes sous réserves de l'acceptation de la commission technique.

## Palmarès

### Palmarès par édition
| Édition | Année | Vainqueur | Score | Finaliste  | Lieu                                       |
| ------- | ----- | --------- | ----- | ---------- | ------------------------------------------ |
| 1re     | 2025  | PAS Alcoi | 4 - 2 | US Coutras | António Armeni ("il Capannino"), Follonica |
| 2e      | 2026  |           | -     |            |                                            |

### Palmarès par club
| Rang | Club       | Titres (éditions) | Finales perdues (éditions) |
| ---- | ---------- | ----------------- | -------------------------- |
| 1    | PAS Alcoi  | 1 (2025)          | -                          |
| 2    | US Coutras | -                 | 1 (2025)                   |

### Palmarès par pays
| Rang | Pays    | Finales | Finales | Finales |
| Rang | Pays    | Gagnées | Perdues | Total   |
| ---- | ------- | ------- | ------- | ------- |
| 1    | Espagne | 1       | 0       | 1       |
| 2    | France  | 0       | 1       | 1       |